# CTR (tryb licznikowy)
Tryb licznikowy (z ang. Counter – CTR) – tryb użycia szyfru blokowego, pozwalający na wykorzystanie go do kodowania strumieni danych. Szyfr blokowy jest używany do wygenerowania pseudolosowego ciągu danych, który następnie pełni rolę strumienia szyfrującego mieszanego z danymi za pomocą funkcji XOR.
Opis algorytmu:
- Wybierana jest jawna funkcja, która na podstawie pozycji bloku danych względem początku strumienia generuje ciąg danych o długości równej długości bloku szyfru blokowego; wymagane jest, by funkcja ta zwracała wartości pseudolosowe.
- Wartość funkcji przekształcana jest za pomocą szyfru blokowego.
- Wynik operacji jest składany z wiadomością za pomocą operacji XOR; w ten sposób uzyskiwany jest fragment szyfrogramu.

Jest to najpopularniejszy tryb pracy szyfrów blokowych. W przeciwieństwie do CFB i OFB pozwala odszyfrować lub zmodyfikować dowolny fragment danych, bez konieczności odszyfrowywania wszystkich bloków poprzedzających.